# Жатоба (Мараньян)

Жатоба на карте штата.

Жатоба (порт. Jatobá) — муниципалитет в Бразилии, входит в штат Мараньян. Составная часть мезорегиона Восток штата Мараньян. Входит в экономико-статистический микрорегион Шападас-ду-Алту-Итапекуру. Население составляет 8526 человек на 2010 год. Занимает площадь 591,384 км². Плотность населения — 14,42 чел./км².

## Демография
Согласно сведениям, собранным в ходе переписи 2010 г. Национальным институтом географии и статистики (IBGE), население муниципалитета составляет:
| Полное население                               | Полное население                               | Полное население                               | Полное население                               | 8526  |
| ---------------------------------------------- | ---------------------------------------------- | ---------------------------------------------- | ---------------------------------------------- | ----- |
| в том числе:                                   | Городское население                            | 3740                                           | Процент городского населения, %                | 43,87 |
|                                                | Сельское население                             | 4786                                           | Процент сельского населения, %                 | 56,13 |
|                                                | Мужское население                              | 4303                                           | Процент мужского населения, %                  | 50,47 |
|                                                | Женское население                              | 4223                                           | Процент женского населения, %                  | 49,53 |
| Плотность населения, чел/км²                   | Плотность населения, чел/км²                   | Плотность населения, чел/км²                   | Плотность населения, чел/км²                   | 14,42 |
| Население муниципалитета в % к населению штата | Население муниципалитета в % к населению штата | Население муниципалитета в % к населению штата | Население муниципалитета в % к населению штата | 0,13  |

По данным оценки 2016 года, население муниципалитета составляет 9819 жителей.

## История
Город основан 10 ноября 1996 года. 

## Статистика
- Валовой внутренний продукт на 2003 год составляет 9 891 413,00 реалов (данные: Бразильский институт географии и статистики).
- Валовой внутренний продукт на душу населения на 2003 год составляет 2146,57 реалов (данные: Бразильский институт географии и статистики).
- Индекс развития человеческого потенциала на 2000 год составляет 0,617 (данные: Программа развития ООН).